# Kiss Géza (néprajzkutató)
Kiss Géza (Kákics, 1891. február 26. – Pécs, 1947. április 28.) református lelkész, író, az Ormánság népművészetének, néprajzának és nyelvjárásának ("mézes nyelvű nép")[1] elkötelezett kutatója. A térség az 1930-as években neki, és Kodolányi János írásainak köszönhetően került középpontba, mikor az elnéptelenedéssel fenyegető társadalmi jelenség, az egykézés okait kutatva kívánta megváltoztatni a hagyományos ormánsági családmodellt ("egykés Ormányság"). Eredményeit az 1937-es "Ormányság"[2] című művében összegezte.

## Élete és munkássága
Az Ormánság egyik legkisebb falujában, Kákicson született 1891. február 26-án. Édesapja, a szintén református lelkész, Kiss József halála után az egyházközösség őt választotta vezetőjének, 1915- 1947- ig a falu lelkésze.
Tanulmányait a pápai kollégiumban végezte, majd 1913-ban Lipcsében tanult, 1914-ben pedig Budapesten segédlelkészi tisztséget kapott és bölcsészettudományt hallgatott. 1915-ben került vissza a kákicsi parókiára. Ebben az időszakban az Országos Református Lelkészegyesület a Nagyatádi Szabó István- féle földreform sikertelenségét látva új célként nevezte meg a szegényparasztok támogatását és egy újabb földreform melletti elköteleződést. Ennek a kérdésnek, és a népesedésre gyakorolt hatásának élharcosává vált Kiss Géza, aki lelkipásztor tevékenységét az Ormánság néprajzának és népművészetének kutatásával egészítette ki. Kutatásainak lejegyzését nem fejezhette be, az 1937-es "Ormányság" című műve még elkészült, de az 1937-ben elkezdett ormánysági tájszótárat már nem tudta befejezni. 1947-ben régóta húzódó tüdőbaja vetett véget életének. Írásai a kor néprajz-, és társadalomkutatói, illetve írói számára is fontos forrásként szolgáltak. Életéről és munkásságáról részletesebben ír lánya, Achs Károlyné

## Ormányság

### Az egykézés az Ormánságban
Az Ormánság szülötteként még inkább szívén viselte közösségének sorsát, művére azonban az érzelmesség mellett a tényszerűség és a nyersesség is jellemző. Bevezető mondatai rögtön a szomorú tényekkel szembesítik az olvasót:
"Évtizedek óta figyelem népem mindinkább gyorsuló ütemben halálba rohanását. Hetvenöt év, három egymást követő egyke-nemzedék azt jelenti, hogy minden száz ember helyett a harmadik egyke-nemzedékben már csak 6,4 ember van. Mi ez? A végkipusztulás."
Ahogy Kiss Géza levéltári kutatásai mutatták, már a lakosszám drasztikus csökkenéséhez vezet az úgynevezett "egykézés", egyfajta szigorú születésszabályozás, önkontroll volt. A lelkész az adatokból kiindulva az ezredfordulóra datálta az Ormánság elnéptelenedését. Ugyanakkor a probléma nem volt ismeretlen a kutatók számára, az első intelmek a XIX. század közepe környékéről származnak, s először Hölbling Miksa Baranya vármegyei főorvos hívta fel rá a figyelmet, majd 1909-ben Buday Dezső könyvet is megjelentett erről.
Kiss Géza kutatása szerint az egykézés Mária Terézia korából származtatható, mikor a jobbágyfelszabadítással a parasztok földet kaptak ugyan de csak a termőföldjük nagyságának arányában részesülhettek egyéb közös használatú területekből (pl.: gyümölcstermesztés, halászat, méhészet). A nehezebb önfenntartás és a föld védelme érdekében az egykézés nem csak az önmegtartóztatásban, de korai fogamzásgátló módszerekben és abortusz alkalmazásban ("kimasszírozták belőle a gyereket") is megnyilvánult.
A gyermekek fogyása a népi hagyományok és játékok pusztulásához is vezetett, amihez az egy szem gyermek féltő óvása is hozzájárult, gyerektársaság hiányában gyakran aszociálisak felnőttekké váltak, ami gyakran öngyilkossági hajlammal is társult.

### A megoldás
Kiss Géza szerint négy megoldása lehet a helyzetnek:
1. a baranyai lakosság növelése nagyarányú betelepítésekkel
2. az örökös nélkül maradt földek szálljanak vissza a kincstárra, és a helyükre föld nélküli magyar családokat telepítsenek
3. az örökösödési rendszer megváltoztatása 3 gyermek rendszerre
4. a társadalom ráébresztése arra, hogy rossz úton haladnak[6]

Munkássága nagy hatással volt a kor íróira, kutatóira, az "Ormányság" megírása után a debreceni egyetem felszólította, adja be doktori disszertációként. 1938-ban avatták a bölcsészettudományok doktorává.
Cikkeinek kemény hangja miatt gyakran saját földijei sem értettek vele egyet, főleg, mikor egy az "egykés Ormányság" megváltoztatásáról írt. Neki köszönhetően azonban előtérbe került ez a korábban elhanyagolt térség minden szépségével és problémájával, és nem csak az ország többi része felé, de az ormánságiaknak is megadta a lehetőséget, hogy újra megismerjék saját kultúrájukat, szokásaikat, és megmentsék a kistérség jövőjét.

## Összefoglaló
Kiss Géza hitt a hagyományok fontosságában és közösség formáló erejében, különösen egy olyan térségben, ahol a családmodell inkább a társadalmi kohézió ellen működött. A gyermekvállalás fontossága és a közösség összefogásáért folytatott munkájára emlékezve a térségben máig őrzik emlékét. Sellyén Kiss Géza nevét viseli a helyi múzeum (Kiss Géza Múzeum) és az általános iskola (Kiss Géza Általános Iskola, Óvoda és Alapfokú Művészetoktatási Intézmény). Szülőfalujában, Kákicson a volt Parókia ma helytörténeti kiállításnak ad helyet, megőrizve a kor hagyományainak tárgyi emlékeit. A lelkész sírja a temető legöregebb tölgyfájának tövében található.

## Főbb művei
- Kiss Géza: Ormányság, Sylvester, Budapest, 1937 (első kiadás) http://www.mediadigitar.hu/helyismereti_konyvtar/kissgeza_ormanysag_1937.pdf
- Kiss Géza: A lélek harangja, Református Zsinati Iroda Sajtóosztálya, Budapest, 1984 http://www.mediadigitar.hu/helyismereti_konyvtar/kissgeza_alelekharangja_1984.pdf
- Kiss Géza: Elkiáltott üzenet (Prédikációk), Kiss Géza társaság, Ráday nyomda, Budapest, 1991 http://www.mediadigitar.hu/helyismereti_konyvtar/kissgeza_elkialtottuzenet_1991.pdf